# Бархатница эпименид
Ба́рхатница эпимени́д, или бархатница мраморная (лат. Kirínia epimenídes) — восточно-азиатский вид булавоусых бабочек рода Kirinia из подсемейства Бархатницы семейства Нимфалиды.

## Название
Русское родовое название происходит от слова «бархат» — ткань с густым коротким ворсом; по наличию опушения на теле насекомого.
Видовой эпитет связан с Эпимени́дом (др.-греч. Ἐπιμενίδης), критским жрецом, прорицателем и поэтом V века до н. э., оградившим Афины от проклятья.
Русский видовой синоним «мраморная» отражает окраску насекомого: снизу на задних крыльях серебристо-серые пятна в сочетании с кожисто-жёлтыми пятнами и с темно-коричневыми ломаными полосами придают мраморный рисунок.

## Описание
Размах крыльев 45–60 мм. Длина переднего крыла 27–30 мм у самцов и 26–33 мм у самок. Внешний край волнисто-зубчатый. Крылья сверху серовато-коричневые, снизу — с сетчатым рисунком из коричневых жилок и ломаных поперечных линий, ячейки верхних крыльев цвета кофе с молоком, нижних — пепельные. Самки несколько светлее самцов. На вершине переднего крыла два слепых пятна и между ними глазчатое пятно в размытой охристо-жёлтой окантовке. На задних крыльях выделяется цепь из 6 пятен в размытой охристо-жёлтой окантовке, из них последнее сдвоенное; с нижней стороны крыльев эти пятна центрированы белой точкой и имеют желтоватый ободок и коричневую оправу. Половой диморфизм незначительный.

## Распространение
В России (Забайкалье, Приамурье и Приморье), в Северо-Восточном и Центральном Китае, а также на Корейском полуострове.

## Местообитание
Под пологом леса, на опушках, а также в прибрежных зарослях широких речных долин.

## Биология
Гусеницы развиваются на мятлике и других злаковых травах.
Бабочки летают в одном поколении с середины июля до сентября. На открытые участки вылетают редко, подолгу сидят в тени под кронами деревьев, на их стволах, ветвях, временами стремительно перелетают на соседний ствол дерева либо отгоняют конкурента.

## Подвиды[8]
- Kirinia epimenides subsp. epimenides
- Kirinia epimenides subsp. atratus Kurentzov, 1941 — у этой формы низ задних крыльев более тёмный и серебристые пятна почти редуцированы; обитает в горных смешанных и хвойных лесах[2].

## Охрана
Бархатница эпименид занесена в Красную книгу Забайкалья как редкий, локально-сосредоточенный вид (3 категория). Охраняется на территории заказника «Реликтовые дубы».